# Premio Magritte per la migliore opera prima
Il Premio Magritte per la migliore opera prima (Magritte du meilleur premier film) è un premio cinematografico assegnato annualmente dall'Académie André Delvaux dall'edizione del 2013.

## Vincitori e candidati
I vincitori sono indicati in grassetto, a seguire gli altri candidati.

### Anni 2010-2019
- 2013: Dead Man Talking di Patrick Ridremont
  - Mobile Home di François Pirot
  - Torpedo di Mathieu Donck
- 2014: Une chanson pour ma mère, regia di Joël Franka
  - BXL/USA di Gaëtan Bevernaege
  - Le Sac de farine di Kadija Leclere
- 2015: Marbie, star de Couillu-les-Deux-Églises, regia di Dominique Smeets
  - Je te survivrai di Sylvestre Sbille
  - Le Vertige des possibles di Vivianne Perelmuter
- 2016: All Cats Are Grey (Tous les chats sont gris), regia di Savina Dellicour
  - L'Année prochaine, regia di Vania Leturcq
  - Pregiudizio (Préjudice), regia di Antoine Cuypers
- 2017: Keeper, regia di Guillaume Senez
  - Je me tue à le dire, regia di Xavier Seron
  - Parasol, regia di Valéry Rosier
- 2018: Faut pas lui dire, regia di Solange Cicurel
  - Even Lovers Get the Blues, regia di Laurent Micheli
  - Je suis resté dans les bois, regia di Michaël Bier, Erika Sainte e Vincent Solheid
  - Sonar, regia di Jean-Philippe Martin
  - Spit 'n' Split, regia di Jérôme Vandewattyne
- 2019: Bitter Flowers, regia di Olivier Meys
  - La part sauvage, regia di Guérin Van de Vorst
  - Tueurs, regia di François Troukens e Jean-François Hensgens
  - Une part d'ombre, regia di Samuel Tilman

### Anni 2020-2029
- 2020: Nuestras madres, regia di César Díaz
  - Cavale, regia di Dan Klein
  - Escapada, regia di Sarah Hirtt
  - Pour vivre heureux, regia di Salima Sarah Glamine e Dimitri Linder
  - Sola al mio matrimonio (Seule à mon mariage), regia di Marta Bergman
- 2021: sospeso a causa della Pandemia di COVID-19 in Belgio
- 2022: Il patto del silenzio - Playground (Un monde), regia di Laura Wandel
  - Fils de plouc, regia di Harpo Guit e Lenny Guit
  - La folle vita (Une vie démente), regia di Ann Sirot e Raphaël Balboni
  - Jumbo, regia di Zoé Wittock
- 2023: Generazione Low Cost (Rien à foutre), regia di Emmanuel Marre e Julie Lecoustre
  - Aya, regia di Simon Gillard
  - La Ruche, regia di Christophe Hermans
  - Yuku e il fiore dell'Himalaya (Yuku et la Fleur de l'Himalaya), regia di Rémi Durin e Arnaud Demuynck
- 2024: L'amore secondo Dalva (Dalva), regia di Emmanuelle Nicot
  - Augure - Ritorno alle origini (Augure), regia di Baloji
  - Le Paradis, regia di Zeno Graton
  - Temps mort, regia di Ève Duchemin
- 2025:La nuit se traîne, regia di Michiel Blanchart
  - Il pleut dans la maison, regia di Paloma Sermon-Daï
  - Quitter la nuit, regia di Delphine Girard
  - Une part manquante, regia di Guillaume Senez